# Stelleinheit

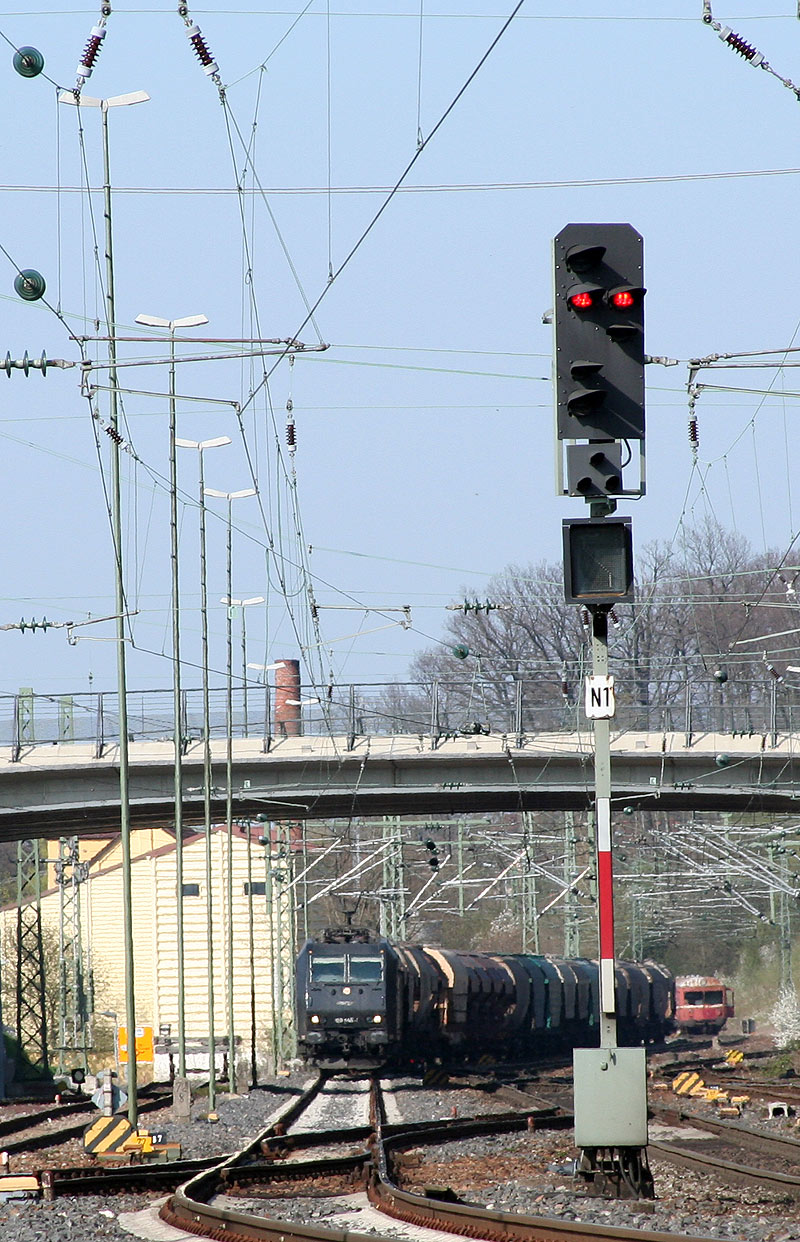
Hauptsignal bestehend aus 4 STE: das eigentliche Hauptsignal, das Rangiersignal, das Ersatzsignal und ein Zusatzanzeiger

Die Stelleinheit, auch Stellelement, kurz STE oder StE, ist eine in Deutschland verwendete statistische Rechengröße zur Bewertung der Komplexität von Stellwerken.
Jedes theoretisch einzeln stellbare Element am Fahrweg bildet eine Stelleinheit. Beispiele sind einfache Weichen, Hauptsignale und Vorsignale. Es gibt allerdings auch Fahrwegelemente, die aus mehreren Stelleinheiten bestehen. Beispiele hierfür sind Kreuzungsweichen oder aus mehreren Bauteilen zusammengesetzte Lichtsignale. Bei den meisten Stellwerkstechniken besteht ein in etwa linearer Zusammenhang zwischen der Anzahl zu steuernder Stelleinheiten und dem dafür benötigten Bauraum in den Technikräumen des Stellwerks, da für jede Stelleinheit auch ein Stellteil in der Innenanlage benötigt wird. Die Stelleinheit dient darum unter anderem bei der Planung von Stellwerken als Rechengröße zur Bemessung des Gebäudes oder der Stromversorgung. Auch gibt es Stellwerkstechniken, bei denen die Anzahl der steuerbaren Stelleinheiten aus technischen oder wirtschaftlichen Gründen begrenzt ist.
Durch den technischen Fortschritt stieg die Anzahl der durchschnittlich pro Stellwerk gesteuerten Stelleinheiten über die Jahre an. Im Jahr 2006 bestanden die in Betrieb befindlichen mechanischen Stellwerke in Deutschland durchschnittlich aus 15 Stelleinheiten, elektromechanische Stellwerke aus 30 STE, Relaisstellwerke aus 80 STE und elektronische Stellwerke aus 230 STE.